# Tony Dow
Anthony Lee Dow, detto Tony (Los Angeles, 13 aprile 1945 – Topanga, 27 luglio 2022), è stato un attore, regista televisivo e produttore televisivo statunitense.

## Filmografia parziale

### Attore
Cinema
- Ridere per ridere (The Kentucky Fried Movie), regia di John Landis (1977)
- Tutti al mare (Back to the Beach), regia di Lyndall Hobbs (1987)
- Dickie Roberts - Ex piccola star (Dickie Roberts: Former Child Star), regia di Sam Weisman (2003)

Televisione
- Il carissimo Billy (Leave It to Beaver) – serie TV, 234 episodi (1957-1963)
- Mr. Novak – serie TV, 5 episodi (1963-1965)
- The Greatest Show on Earth – serie TV, episodio 1x18 (1964)
- Never Too Young – serie TV, 153 episodi (1965-1966)
- Lassie – serie TV, 3 episodi (1968)
- Un grido di morte (Death Scream) – film TV (1975)
- Un liceo tutto matto (High School U.S.A.) – film TV (1983)
- Love Boat (The Love Boat) – serie TV, 2 episodi (1983-1987)
- Still the Beaver – serie TV, 101 episodi (1983-1989)
- Le fantastiche avventure di Capitan Zoom (The Adventures of Captain Zoom in Outer Space) – film TV (1995)

### Regista televisivo
- Still the Beaver – serie TV, 5 episodi (1988-1989)
- Lassie – serie TV, 2 episodi (1989-1990)
- Harry e gli Henderson (Harry and the Hendersons) – serie TV, 6 episodi (1991-1992)
- Swamp Thing – serie TV, 5 episodi (1990-1993)
- Coach – serie TV, 13 episodi (1990-1997)
- Babylon 5 – serie TV, 5 episodi (1997-1998)
- Tesoro, mi si sono ristretti i ragazzi (Honey, I Shrunk the Kids: The TV Show) – serie TV, 3 episodi (1997-1998)
- Star Trek: Deep Space Nine – serie TV, un episodio (1999)
- Cover Me: Based on the True Life of an FBI Family – serie TV, 3 episodi (2000)
- Manhattan, AZ – serie TV, 3 episodi (2000)
- Child Stars: Their Story – film TV (2000)

### Produttore televisivo
- Le fantastiche avventure di Capitan Zoom (The Adventures of Captain Zoom in Outer Space) – film TV (1995)
- Presenze aliene (It Came from Outer Space II) – film TV (1996)

### Produttore effetti visivi
- Le fantastiche avventure di Capitan Zoom (The Adventures of Captain Zoom in Outer Space) – film TV (1995)
- Doctor Who –  film TV (1996)
- Babylon 5 – serie TV, 5 episodi (1997-1998)